# Leucothyreus saksi
Leucothyreus saksi är en skalbaggsart som beskrevs av Andretta och Martinez 1957. Leucothyreus saksi ingår i släktet Leucothyreus och familjen Rutelidae. Inga underarter finns listade i Catalogue of Life.